# Lista de prefeitos de Pinhalzinho (São Paulo)
Esta é a lista de prefeitos e vice-prefeitos do município de Pinhalzinho, município brasileiro do estado de São Paulo.
Esta lista compreende todas as pessoas que tomaram posse definitiva da chefia do executivo municipal em Pinhalzinho e exerceram o cargo como prefeitos titulares, além de prefeitos eleitos cuja posse foi em algum momento prevista pela legislação vigente. Prefeitos em exercício que substituíram temporariamente o titular não são considerados para a numeração mas estão citados em notas, quando aplicável.
O cargo de prefeito foi criado em 11 de abril de 1835, pela assembleia provincial paulista, em reação aos amplos poderes conferidos pelo Código de Processo Criminal de 1832 às câmaras municipais. Seguiram o exemplo paulista seis províncias do nordeste brasileiro (Alagoas, Ceará, Maranhão, Paraíba, Pernambuco e Sergipe).
Sob a vigente ordem constitucional, essa designação é dada ao funcionário público do Poder Executivo municipal, que exerce seu cargo em função de uma legislatura (mandato), sendo para tanto eleito a cada quatro anos, podendo ser reeleito por mais 4 anos (segundo mandato).
Funções
O poder executivo municipal chefia a administração e comanda os serviços públicos, tendo como comandante o prefeito.
A partir da constituição brasileira de 1934, o cargo de prefeito passou a ser o único, em todo o Brasil, ao qual estão atribuídas as funções de chefe do poder executivo do governo local, em simetria aos chefes dos executivos da União e do estado, portanto, em forma monocrática. Este texto quer dizer que deverá haver harmonia e integração de ação entre as esferas envolvidas sem a intervenção de uma na outra, exceto nos casos previstos na Constituição Federal.
Eleições
O prefeito é eleito por sufrágio universal, secreto, direto, em pleito simultâneo em todo o País, realizado a cada quatro anos, no primeiro domingo de outubro.
E trinta dias após tem lugar o segundo turno, se o eleito em primeiro lugar não atingir 50% dos votos válidos mais um voto, no caso de municípios com mais de duzentos mil eleitores.
Conforme a legislação eleitoral atual no Brasil para tornar-se elegível, exige-se uma série de requisitos;
- Possuir nacionalidade brasileira ou portuguesa (neste caso, o cidadão português deve se encontrar amparado pelo Estatuto de Igualdade entre Portugueses e Brasileiros),
- Título de eleitor em dia e estar em gozo pleno do exercício dos direitos políticos,
- Domicilio eleitoral na circunscrição na qual o candidato se apresenta,
- Filiação partidária,
- Ser alfabetizado (tópico invalidado pela atual constituição brasileira de 1988),
- Desincompatibilização de cargo público — Se ocupa um cargo público deve sair seis meses antes das eleições e voltar caso possa só após seis meses ao pleito eleitoral,
- Renúncia de outro mandado até seis meses antes do pleito e não ser parente afim ou consangüíneo, até segundo grau, ou cônjuge de titular de cargo eletivo; pode, entretanto, ser candidato à reeleição (artigo 14 da Constituição),
- Ter idade mínima de 21 anos.

## Prefeitos (1965-atual)[1]
| N°                             | Nome                                    | Imagem                           | Partido                                            | Vice-prefeito                           | Inicio do mandato       | Fim do mandato                                        | Observações                                                                          |
| ------------------------------ | --------------------------------------- | -------------------------------- | -------------------------------------------------- | --------------------------------------- | ----------------------- | ----------------------------------------------------- | ------------------------------------------------------------------------------------ |
| Regime Militar (1964-1985)     |                                         |                                  |                                                    |                                         |                         |                                                       |                                                                                      |
| 1                              | José de Lima Franco Sobrinho            |                                  |                                                    | Orlando Fornari                         | 28 de fevereiro de 1964 | 30 de janeiro de 1969                                 | Prefeito e vice eleitos por sufrágio universal                                       |
| 2                              | Orlando Fornari                         |                                  |                                                    | Antônio Franco Camargo                  | 31 de janeiro de 1969   | 30 de janeiro de 1973                                 | Prefeito e vice eleitos por sufrágio universal                                       |
| 3                              | Benedito Lauro de Lima                  |                                  |                                                    | Benedito Destro                         | 31 de janeiro de 1973   | 31 de janeiro de 1977                                 | Prefeito e vice eleitos por sufrágio universal                                       |
| 4                              | Hidelbrando Ferreira                    |                                  | Aliança Renovadora Nacional (ARENA)                | Moacir da Silva                         | 1° de fevereiro de 1977 | 31 de janeiro de 1983                                 | Prefeito e vice eleitos por sufrágio universal                                       |
| 5                              | Benedito Lauro de Lima                  |                                  | Partido Democrático Social (PDS)                   | Benedito Destro                         | 1° de fevereiro de 1983 | 31 de dezembro de 1988                                | Prefeito e vice eleitos por sufrágio universal                                       |
| Nova República (1985-presente) |                                         |                                  |                                                    |                                         |                         |                                                       |                                                                                      |
| 6                              | Hidelbrando Ferreira                    |                                  | Partido da Frente Liberal (PFL)                    | Guilherme Ameri                         | 1º de janeiro de 1989   | 31 de dezembro de 1992                                | Prefeito e vice eleitos por sufrágio universal                                       |
| 7                              | Benedito Lauro de Lima                  |                                  | Partido do Movimento Democrático Brasileiro (PMDB) | Benedito Aparecido de Lima              | 1º de janeiro de 1993   | 31 de dezembro de 1996                                | Prefeito e vice eleitos por sufrágio universal                                       |
| 8                              | Benedito Aparecido de Lima              |                                  | Partido da Social Democracia Brasileira (PSDB)     | Pedro Ramalho                           | 1º de janeiro de 1997   | 31 de dezembro de 2000                                | Prefeito e vice eleitos por sufrágio universal                                       |
| 9                              | Anderson Luis Pereira, Magrão           |                                  | Partido Progressista Brasileiro (PPB)              | Orlando Benedito Oliveira (PPB)         | 1º de janeiro de 2001   | 6 de novembro de 2002                                 | Prefeito e vice eleitos por sufrágio universal Posteriormente teve o mandato cassado |
| —                              | Orlando Benedito Oliveira               |                                  | Partido Progressista Brasileiro (PPB)              | —                                       | 6 de novembro de 2002   | 31 de dezembro de 2004                                | Vice-prefeito assume em decorrência de mandato cassado do titular                    |
| 10                             | Benedito Aparecido de Lima, Dito Danela |                                  | Partido da Social Democracia Brasileira (PSDB)     | Antônio Carlos Franco (PSDB)            | 1º de janeiro de 2005   | 31 de dezembro de 2008                                | Prefeito e vice eleitos por sufrágio universal                                       |
| 10                             | Benedito Aparecido de Lima, Dito Danela | 1º de janeiro de 2009            | Partido da Social Democracia Brasileira (PSDB)     | Antônio Carlos Franco (PSDB)            | 31 de dezembro de 2012  | Prefeito e vice reeleitos por sufrágio universal      |                                                                                      |
| 11                             | Anderson Luis Pereira, Magrão           |                                  | Partido Verde (PV)                                 | Alexandre Marcel Franco (PT)            | 1º de janeiro de 2013   | 31 de dezembro de 2016                                | Prefeito e vice eleitos por sufrágio universal                                       |
| 12                             | Benedito Lauro de Lima                  |                                  | Democratas (DEM)                                   | Antonio Carlos Franco (DEM)             | 1º de janeiro de 2017   | 31 de dezembro de 2020                                | Prefeito e vice eleitos por sufrágio universal                                       |
| 13                             | Sebastião Zanardi, Tião                 |                                  | Partido Social Cristão (PSC)                       | Ofélia Aparecida de Oliveira Lima (PSC) | 1° de janeiro de 2021   | 31 de dezembro de 2024                                | Prefeito e vice eleitos por sufrágio universal                                       |
| 13                             | Sebastião Zanardi, Tião                 | Partido Social Democrático (PSD) | Alexandre Marcel Franco, Alexandre do Zito (PSD)   | 1° de janeiro de 2025                   | Atualidade              | Prefeito reeleito e vice eleito em sufrágio universal |                                                                                      |